# Los Barrios de Bureba
Los Barrios de Bureba är en ort i Spanien.   Den ligger i provinsen Provincia de Burgos och regionen Kastilien och Leon, i den norra delen av landet, 250 km norr om huvudstaden Madrid. Los Barrios de Bureba ligger 632 meter över havet och antalet invånare är 243.
Terrängen runt Los Barrios de Bureba är platt åt sydväst, men åt nordost är den kuperad.Runt Los Barrios de Bureba är det ganska glesbefolkat, med 23 invånare per kvadratkilometer. Närmaste större samhälle är Briviesca, 12,0 km sydost om Los Barrios de Bureba. Trakten runt Los Barrios de Bureba består till största delen av jordbruksmark.